# Lucien Josiah
Lucien Josiah, född 16 juli 1958, är en friidrottare från Botswana. Han deltog vid olympiska sommarspelen 1980.